# Todos somos necesarios
Todos somos necesarios (estrenada a Itàlia con Ritorno alla vita) és una pel·lícula en coproducció hispano-italiana dirigida el 1956 per José Antonio Nieves Conde. Fou estrenada el 14 de juliol de 1956 en ocasió de la inauguració del Festival Internacional de Cinema de Sant Sebastià 1956.

## Argument
Tres expresidiaris viatgen en un tren amb destinació a la seva ciutat d'origen. Cadascun ha estat per la presó per diversos motius. En el mateix tren es troba un nen a qui cal operar ràpidament per salvar-li la vida, però a mig camí ha d'aturar-se per una tempesta de neu. Un dels expresidiaris és un metge inhabilitat, però les circumstàncies obliguen a que s'hagi d'intervenir al nen, amb la qual cosa se salva. Un altre dels presidiaris intenta anar a buscar un metge i és trobat a punt de morir. Després d'això els altres dos presidiaris es reincorporen a la societat.

## Repartiment
- Albert Closas... Dr. Julián Martínez Valdés
- Folco Lulli... Iniesta
- José Marco Davó	... 	Camperol
- Ferdinand Anton... Nicolás
- Lida Baarová... Laura
- Rafael Durán... 	Ricardo Espinosa
- Albert Hehn ... Sacerdot
- Josefin Kipper ... Elena
- Rolf Wanka... Marcos Alberola
- Manuel Alexandre... Ferroviari
- Francisco Bernal... Viatger vendedor
- José Prada... Viatger
- Erasmo Pascual... Metge de l'estació

## Premis
Faustino González-Aller y Vigil i José Antonio Nieves Conde van guanyar el premi al millor guió al Festival Internacional de Cinema de Sant Sebastià 1956.